# Салаватово
Салава́тово (баш. МФА: Салауато файле) — деревня в Абзелиловском районе Республики Башкортостан, относится к Таштимеровскому сельсовету.

## История
Основана в 1-й половине XVII века башкирами Тамьянской волости Ногайской дороги на собственных землях. Названа по имени первопоселенца, известен его сын Кинзекей Салаватов. Фиксировалась также под названием Салават Башайы. 
Деревня Салаватово основана активным участником башкирского восстания 1735-1740 годах батыром Салаватом. Фамилия в документах не упоминается. 
В «Экстракте о башкирском восстании» 1740 г., составленном Л. Я. Соймоновым, дважды упоминается имя башкира Тамьянской волости Салавата. В плен к карателям попали два брата руководителя восстания Тамьянской волости Саитбая Алкалина Кулуш и Тапчей, которые «с Кара-сакалом были обще з братом своим Сарынбетом и з башкирцем Салаватом». 25 июня 1740 г. один из пленных рассказывал, что «пришел Тамьянской волости башкирец Салават с товарыщи к Белой реке с 40 семьями», за которыми шли каратели. Повстанцы, оставив весь скот, ускорили свое движение через реку Белую «в Каракайские горы к Кызылу реке». Эти сведения подтверждают мысль о том, что Салават играл значительную роль, особенно в восстании Карасакала в 1740 г. 
Сын Салавата Кинзекей (1736—1813), внуки Бикташ (1768—1813), Истамгул, Кузяхмет, Рахмет жили в родной деревне. По имени сына первопоселенца деревня называлась Кинзекеево. 
В 1795 г. в 18 дворах отмечено 140 жителей. X ревизия показала в 68 домах 400 человек. В 1866 в 68 дворах — 414 человек. Занимались скотоводством, земледелием. Была мечеть.
644 жителя проживало в 145 домах в 1920 г. 
Салаватовцы вносили свою лепту в защиту Отечества. В кампании России с союзниками против наполеоновской Франции в 1805-1807 гг. на территории Пруссии и Польши принимал участие Яныбай Гаитов. В разгроме Наполеона в России и за границей принимали участие кавалеры серебряных медалей Каскын Абдряшитов, Ишкильды Ишимгулов. 
Салаватовцы — скотоводы. 40 кибиток из 45 дворов с 310 жителями кочевали по рекам Маягашлы, Чермышан, Каржау. Им принадлежало 350 лошадей, 180 коров, 100 овец, 60 коз. Под земледелие освоили 59 десятин земли. В 1842 г. на всех было засеяно 708 пудов ярового хлеба. Больше половины посева принадлежало четырем жителям: Мухамедьяру Кильдиярову (100 пудов), Давлетше Байгалину (105 пудов), Зиганше Рызбаеву (105), Рахмангулу Абдулгазизову (110 пудов). 

## Население
| 1968 | 2002 | 2009 | 2010 |
| ---- | ---- | ---- | ---- |
| 457  | ↘337 | ↘296 | ↗323 |

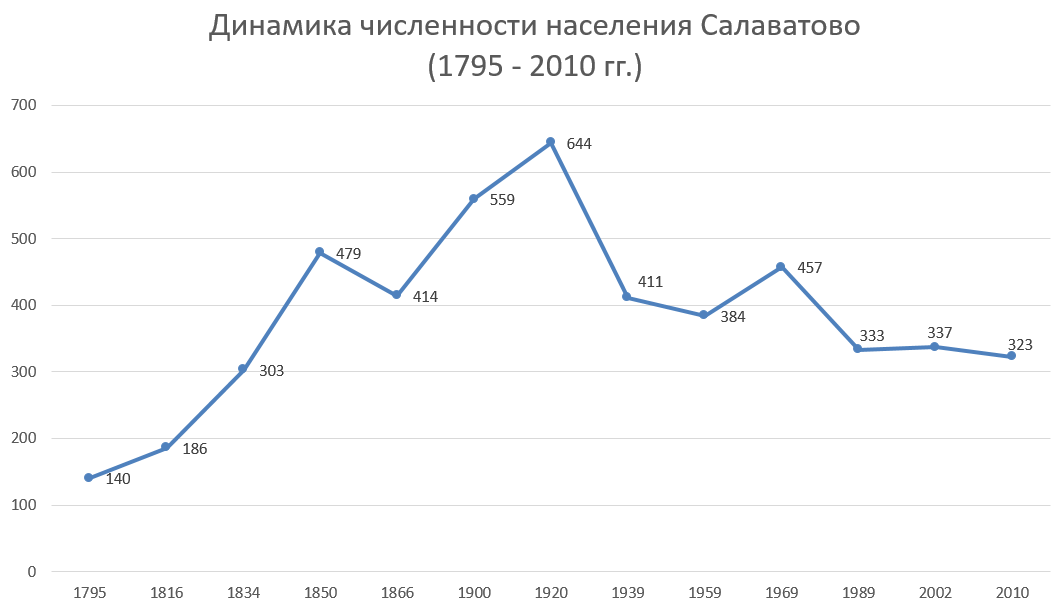

Согласно переписи 2002 года, преобладающая национальность — башкиры (100 %).

## Ветераны Отечественной войны 1812
Ветераны Отечественной войны 1812 года учтенные в 1836-1839 гг, получившие медали «За взятие Парижа 19 марта 1814 года» и «В память войны 1812 года»:
- Каскын Абдрашитов,
- Ишкильды Ишимгулов[5].

## Географическое положение
Расстояние до:
- районного центра (Аскарово): 15 км,
- центра сельсовета (Михайловка): 9 км,
- ближайшей железнодорожной станции (Магнитогорск-Пассажирский): 41 км.

## Религия
В деревне две мечети.